# Biserica reformată din Văleni
Biserica reformată din Văleni este un monument istoric aflat pe teritoriul satului Văleni, comuna Călățele, județul Cluj.

## Localitatea
Văleni (în maghiară Magyarvalkó) este un sat în comuna Călățele din județul Cluj, Transilvania, România. Prima menționare documentară a satului Văleni este din anul 1291, sub nulele de Wolkou.

## Biserica
Biserica a fost construită de călugării franciscani în anul 1261 în stil romanic și extinsă în anul 1452, în stil gotic (inițial a fost romano-catolică). Bolta gotică, ușa sanctuarului, blazonul familiei nobiliare Valkai, ferestrele cu ancadramente cioplite în piatră sunt vizibile și în prezent, dovedind originile catolice ale bisericii. 
În 1582 atât biserica cât și enoriașii devin reformați. Amvonul sculptat, datat 1722, se presupune că este opera lui Dávid Sipos. Tavanul casetat,  coroana amvonului și galeria de est au fost realizate de Lorenz Umling și fiul său în 1745 și 1778. Motivele florale ale ușilor pictate sunt opera lui Márton Kelemen din 1807. Orga frumos ornamentată datează din 1805 și a fost reparată în anul 1966. Clopotul mai vechi a fost turnat în anul 1884 la Cugir.
Din cauza invaziilor tătarilor biserica a fost întărită cu ziduri duble din piatră, ale căror guri de tragere și turnuri cu coif și balustradă de lemn încă se păstrează. Cu ocazia renovărilor din a doua parte a secolului XX a fost descoperită o cameră cu osemintele sutelor de persoane ucise în timpul unei invazii tătărești. În memoria lor, în curtea bisericii au fost ridicați trei stâlpi funerari sculptați.

## Vezi și
- Văleni, Cluj

## Imagini

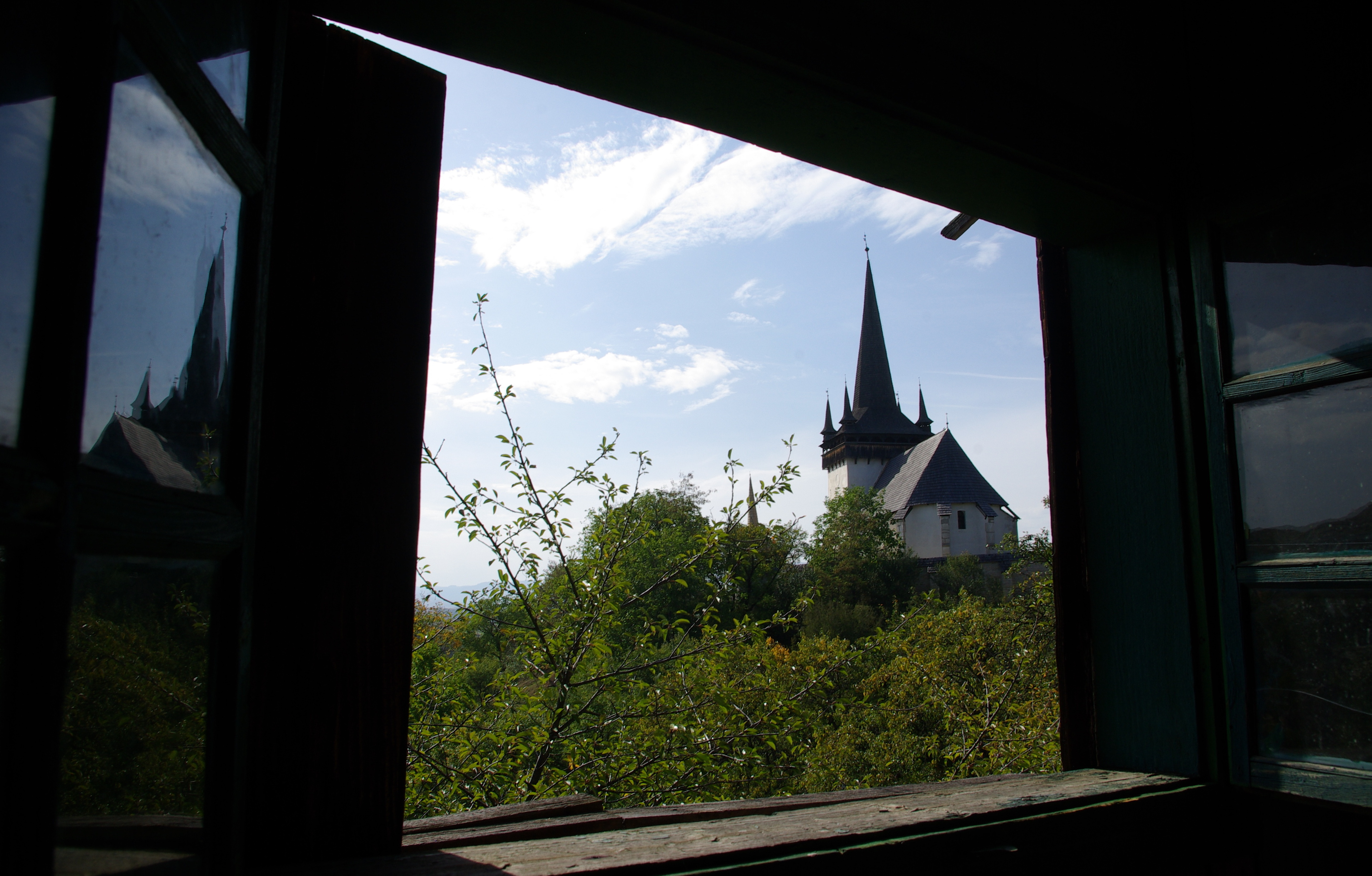
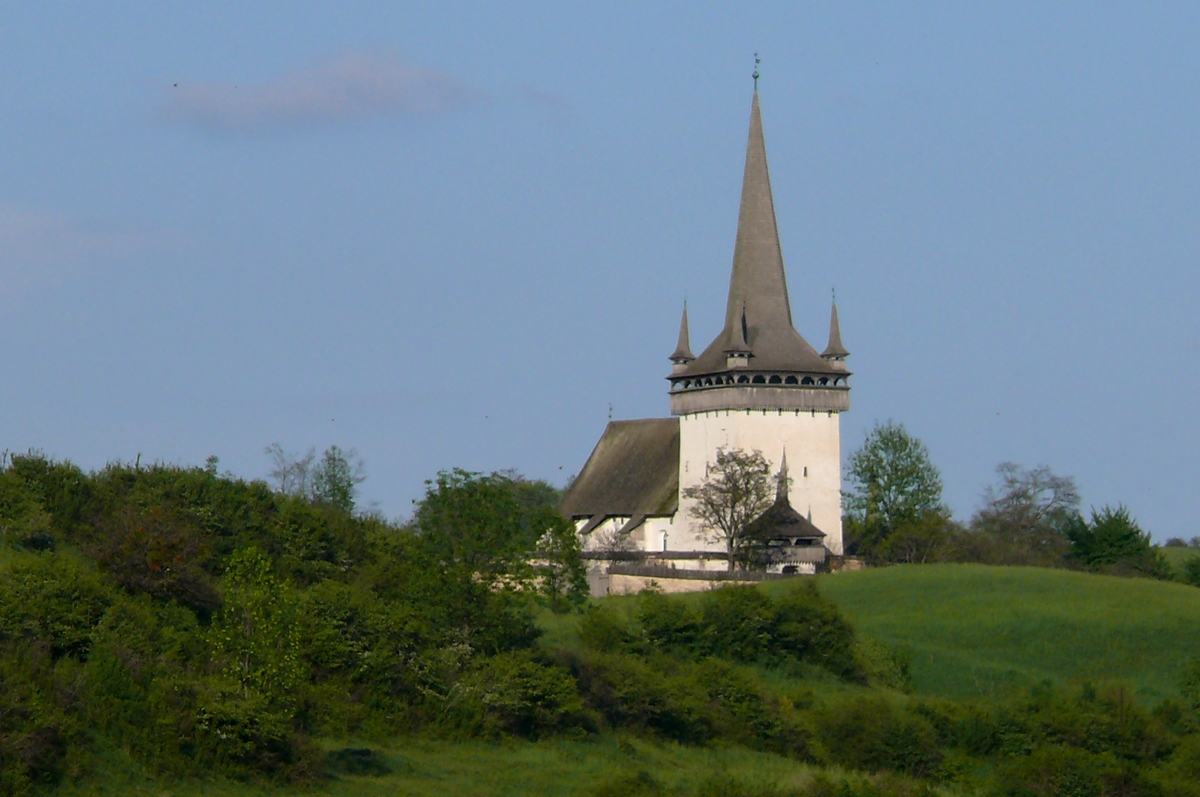
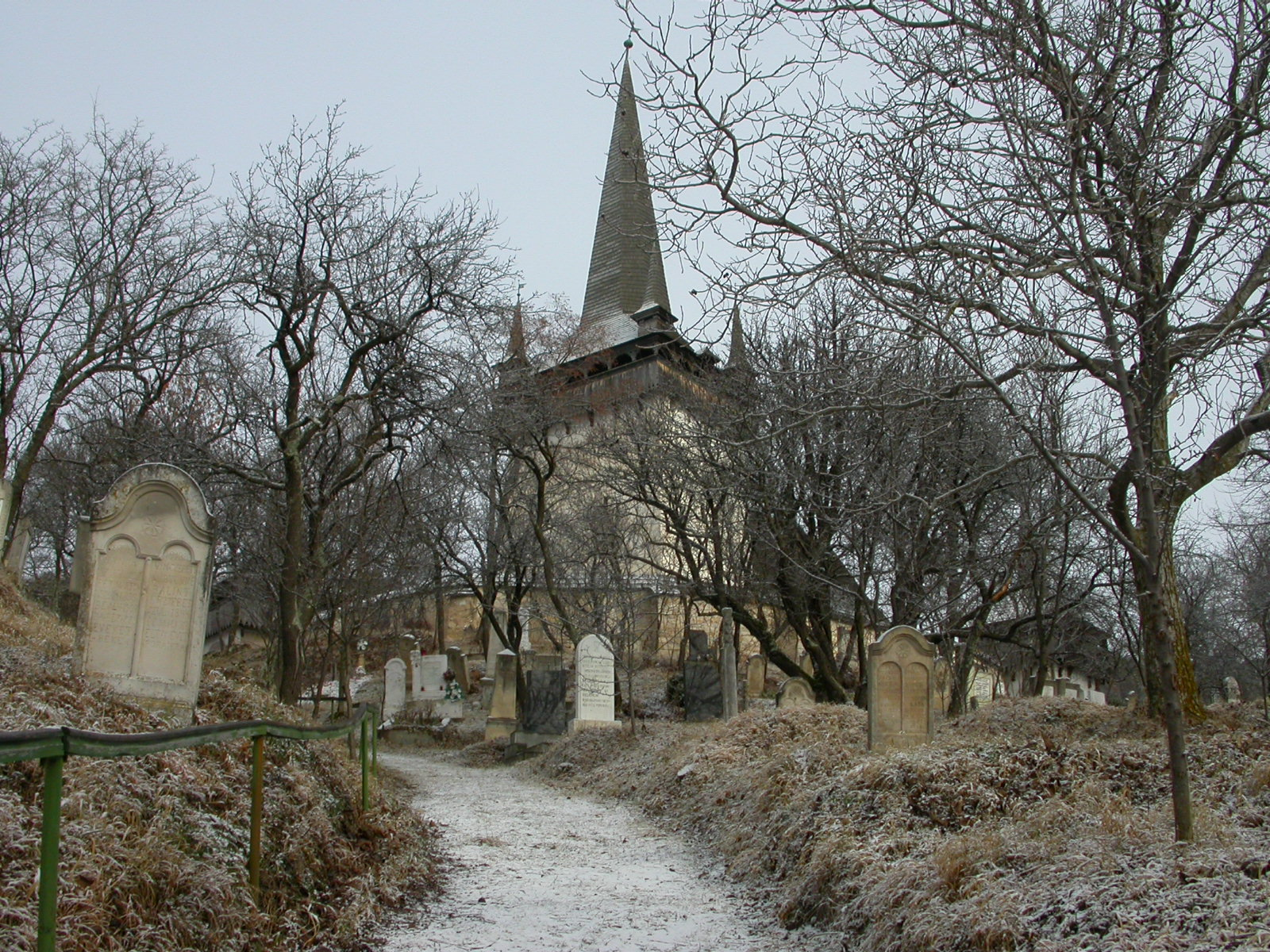
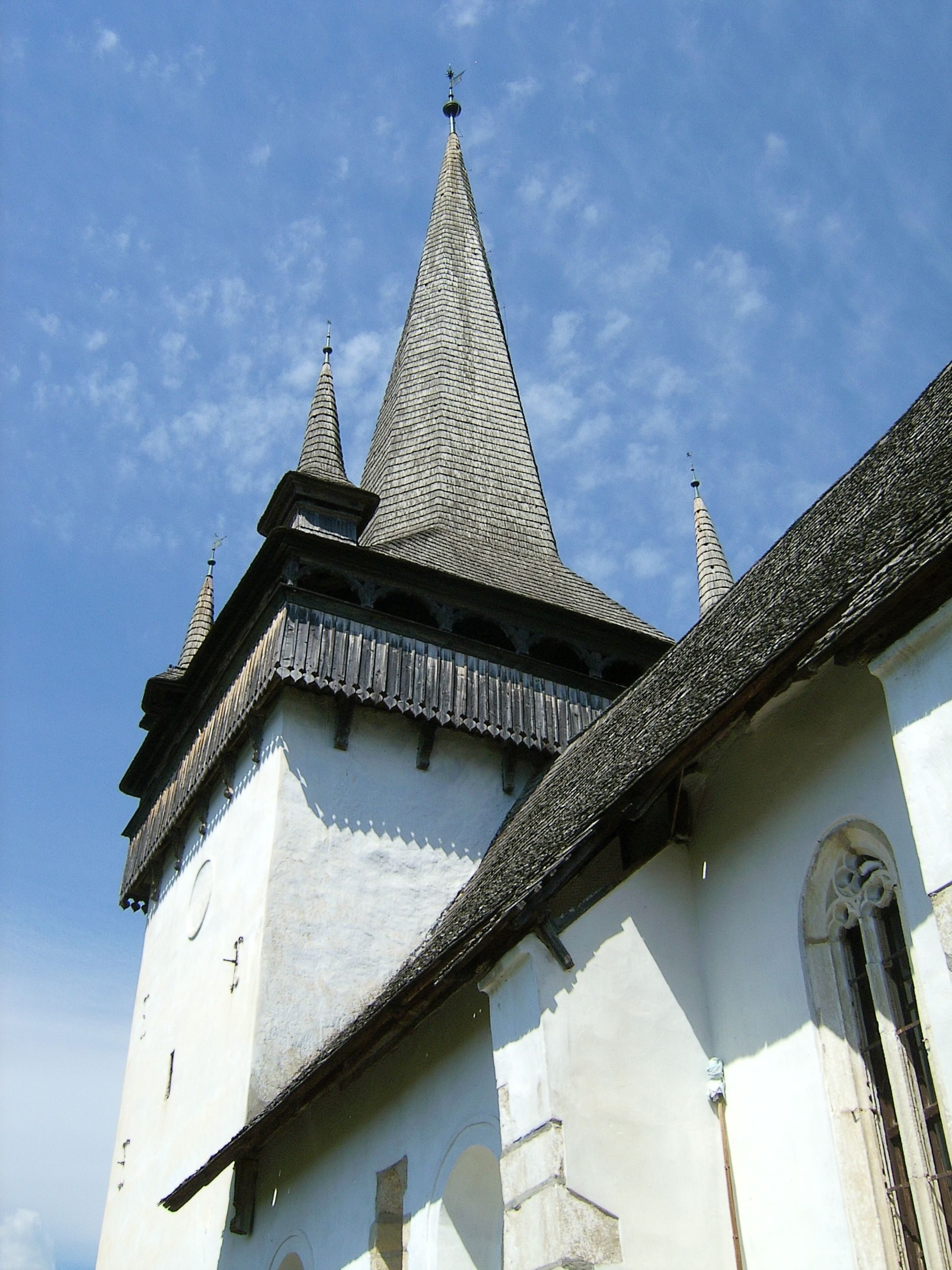
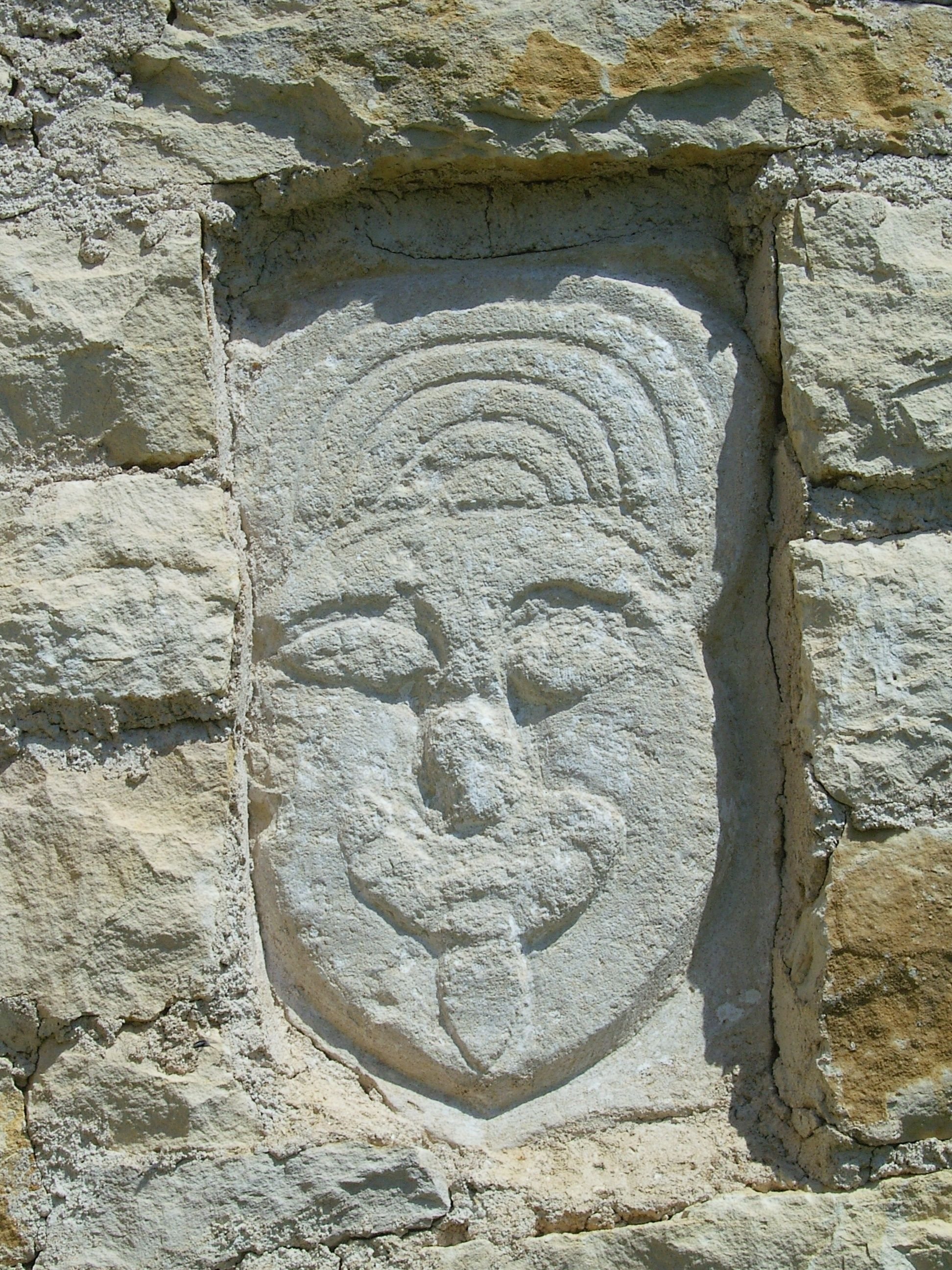
Capul de tătar sculptat în zidul bisericii
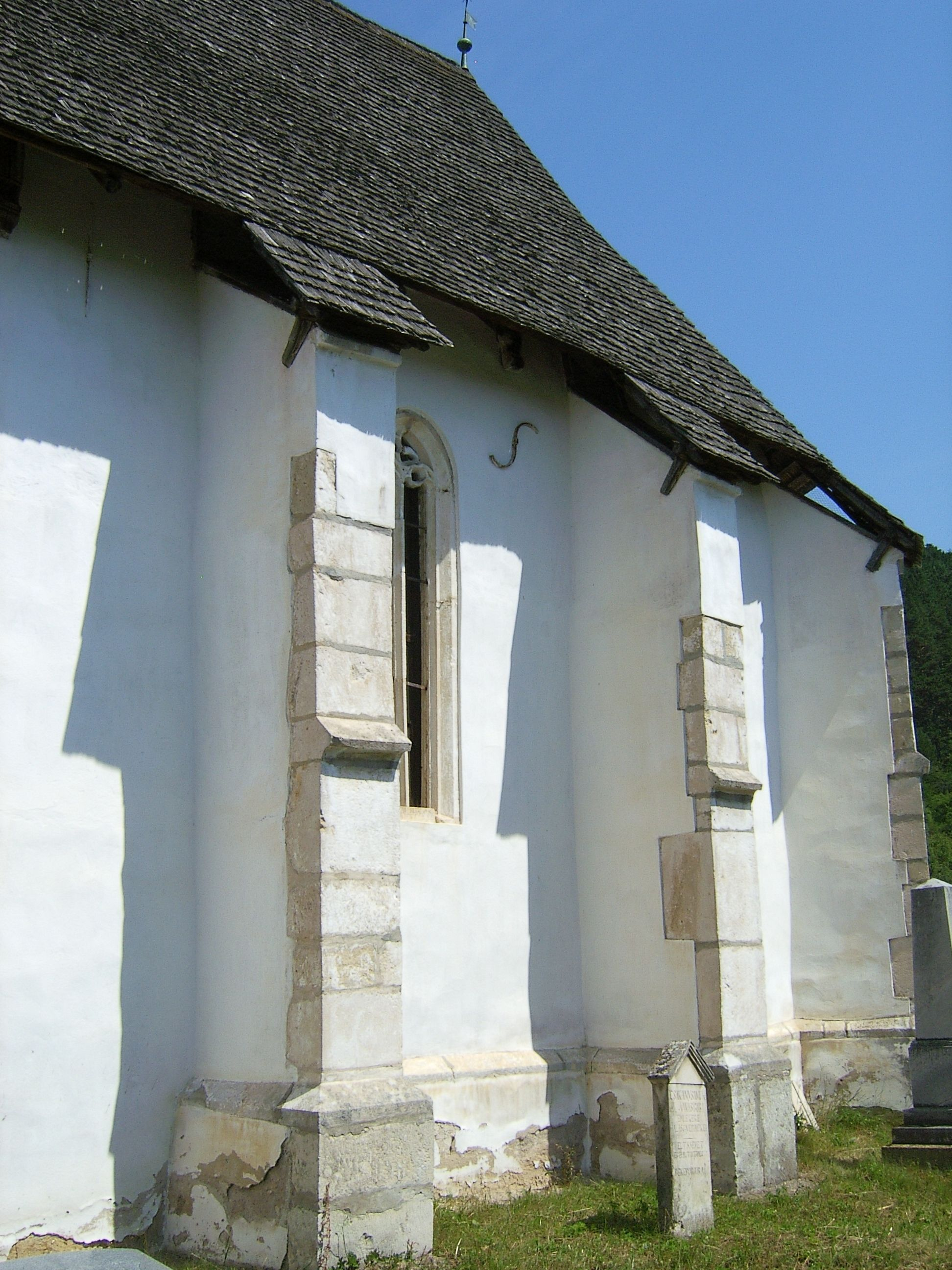
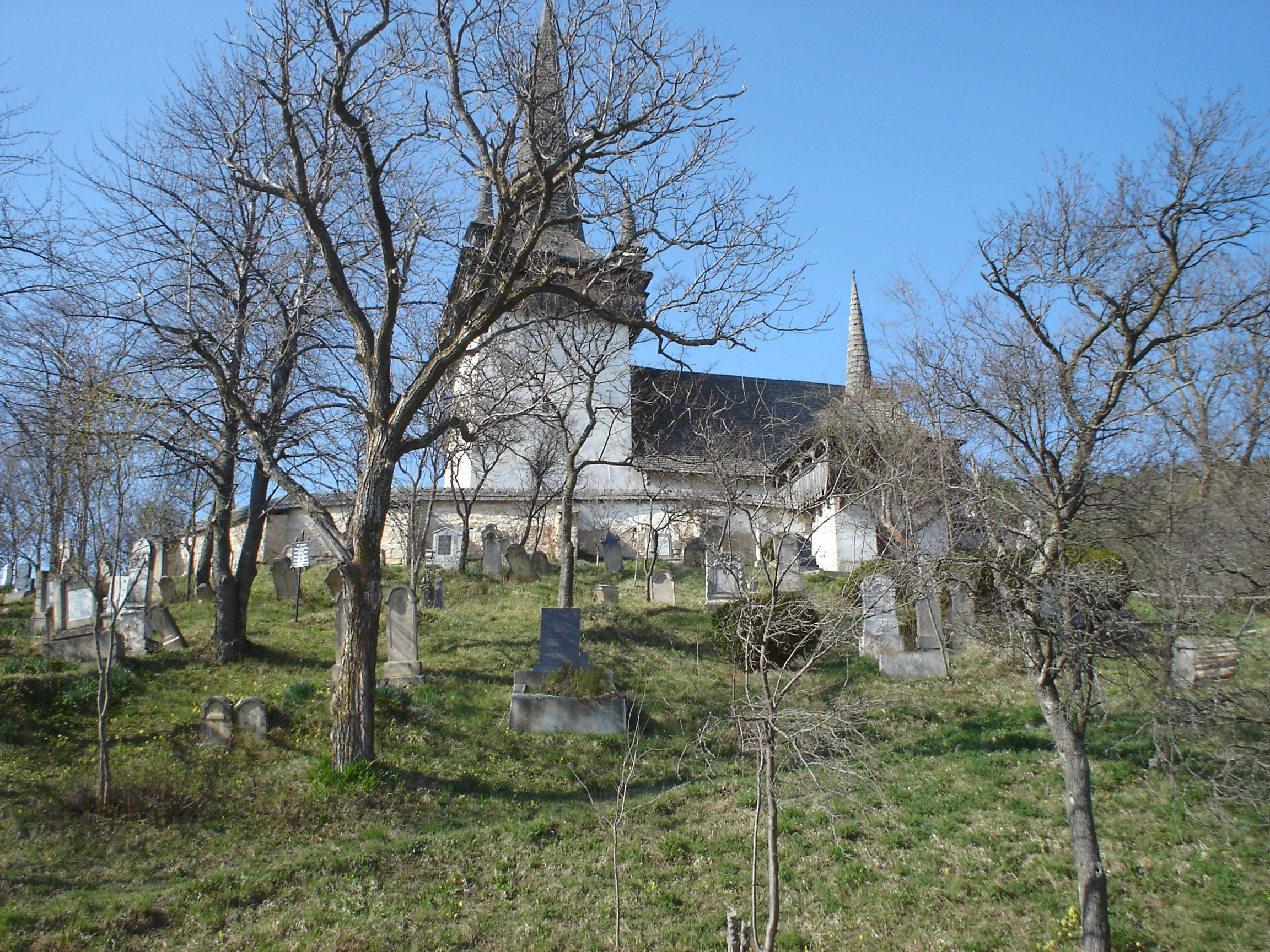
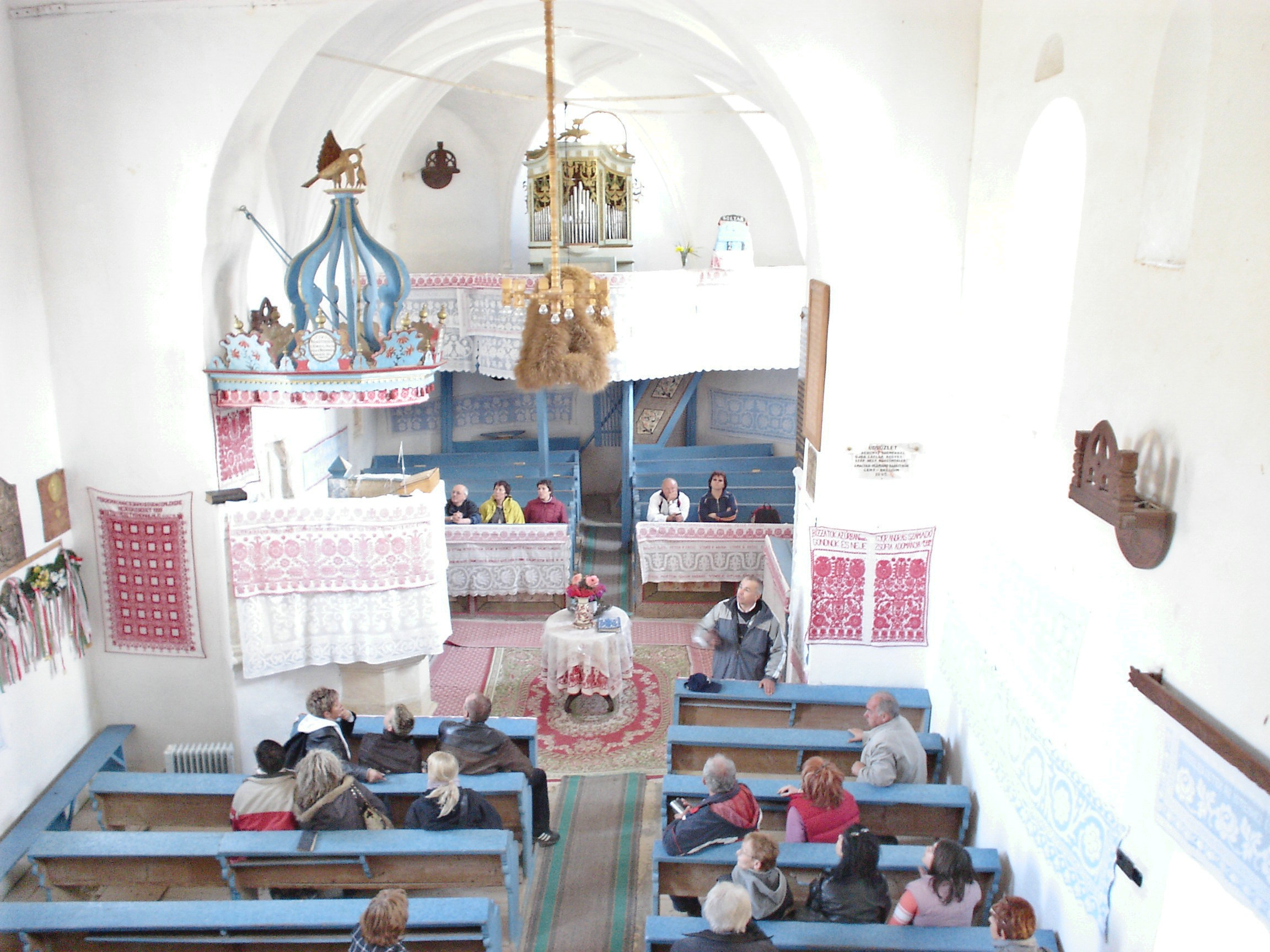
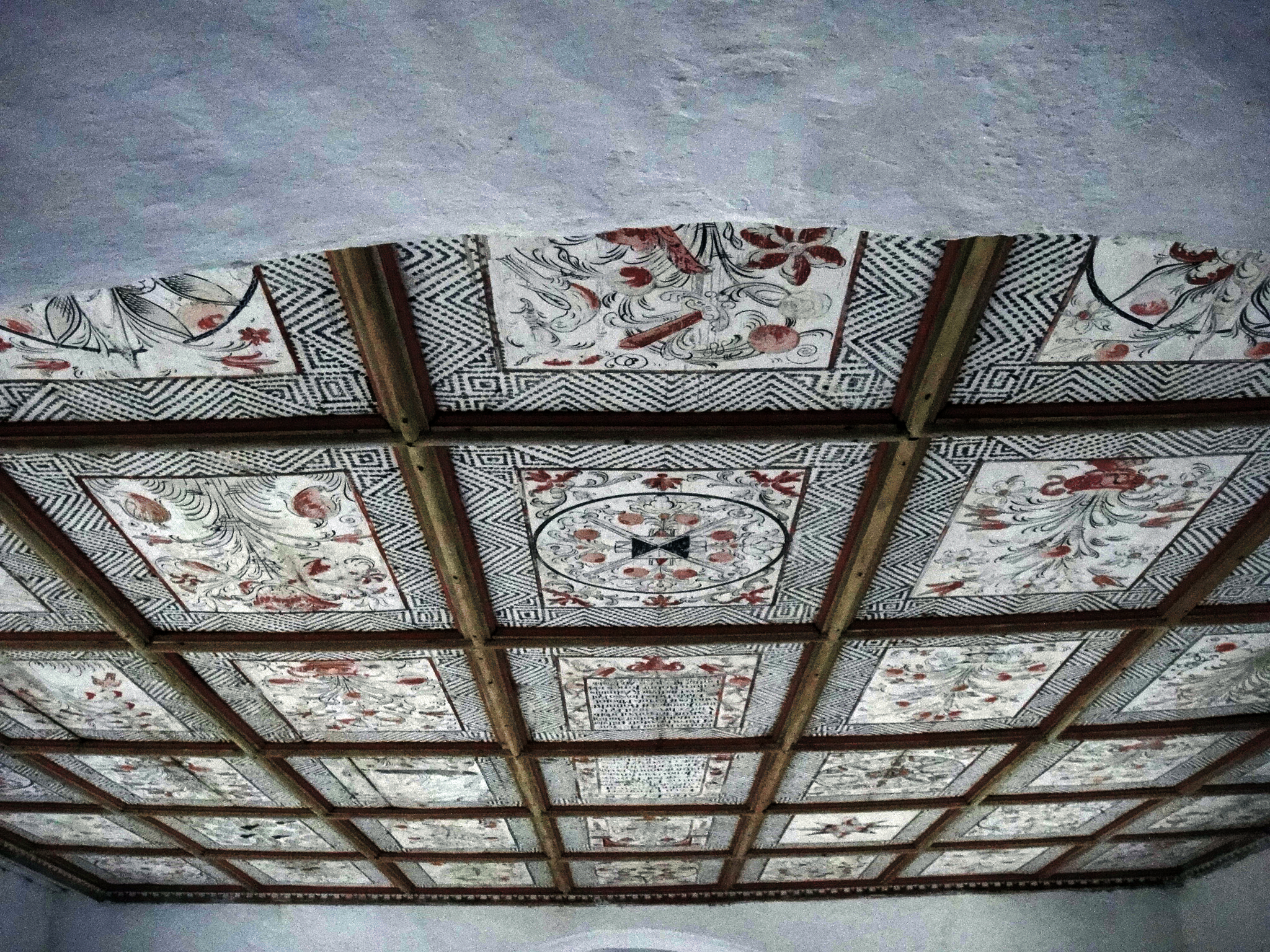
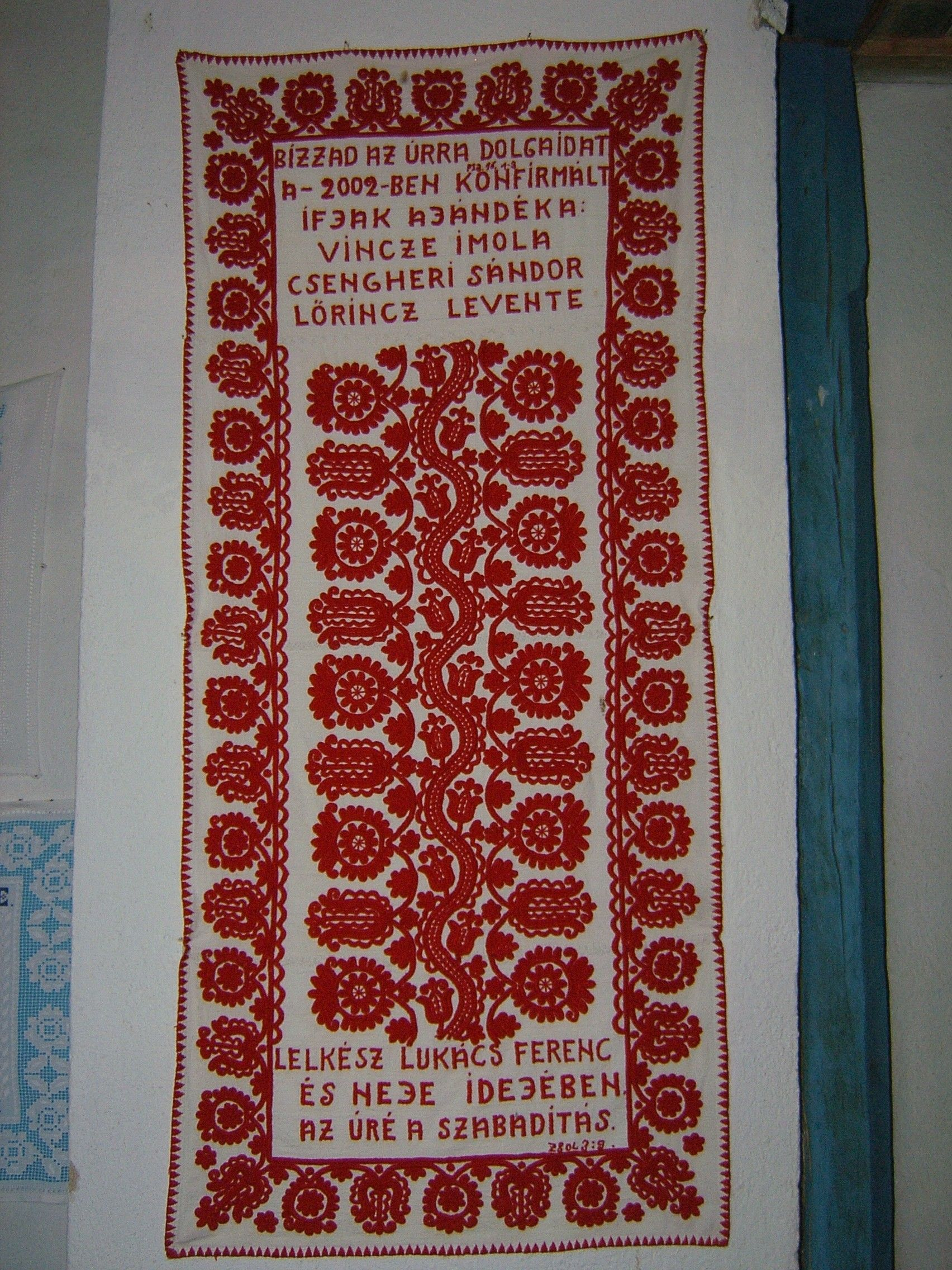
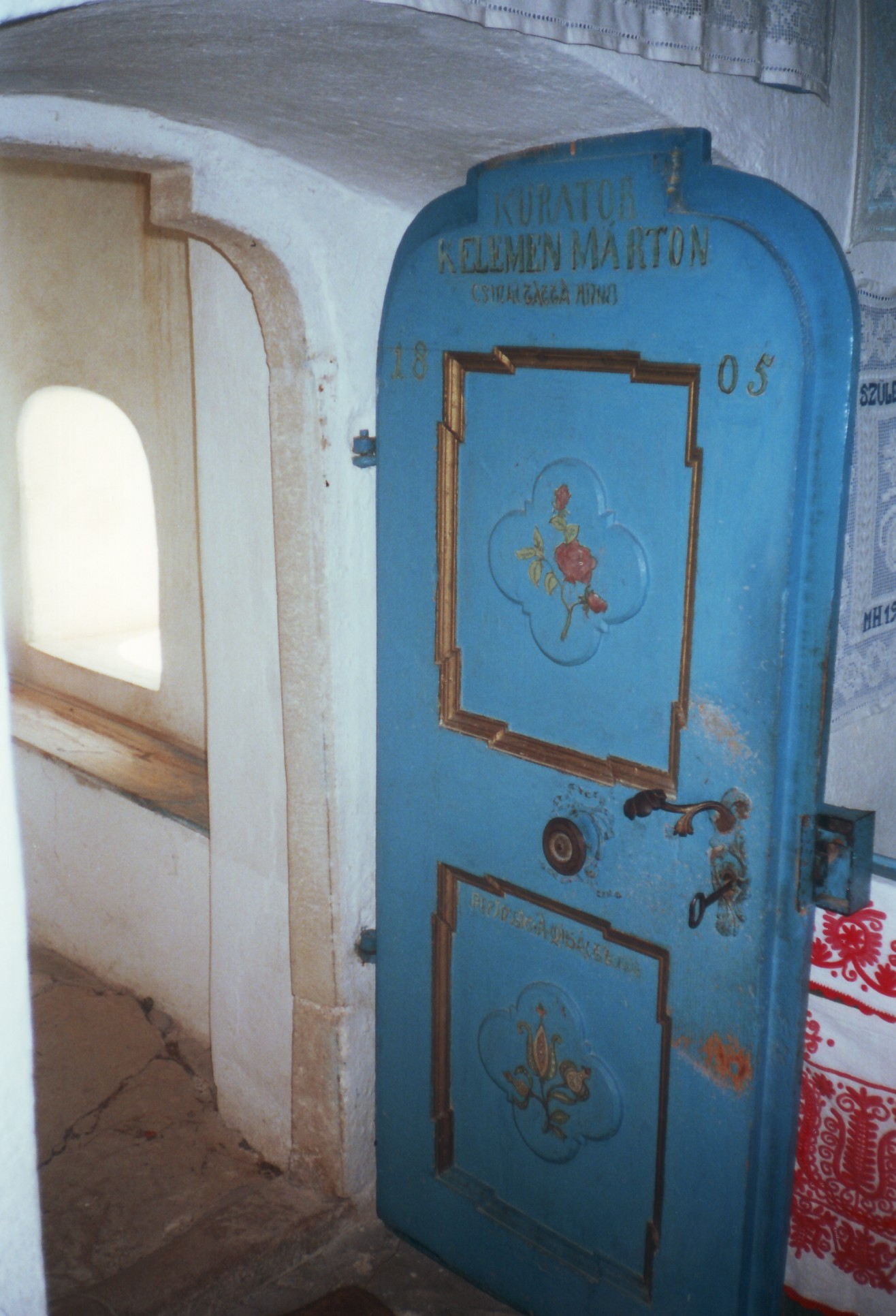
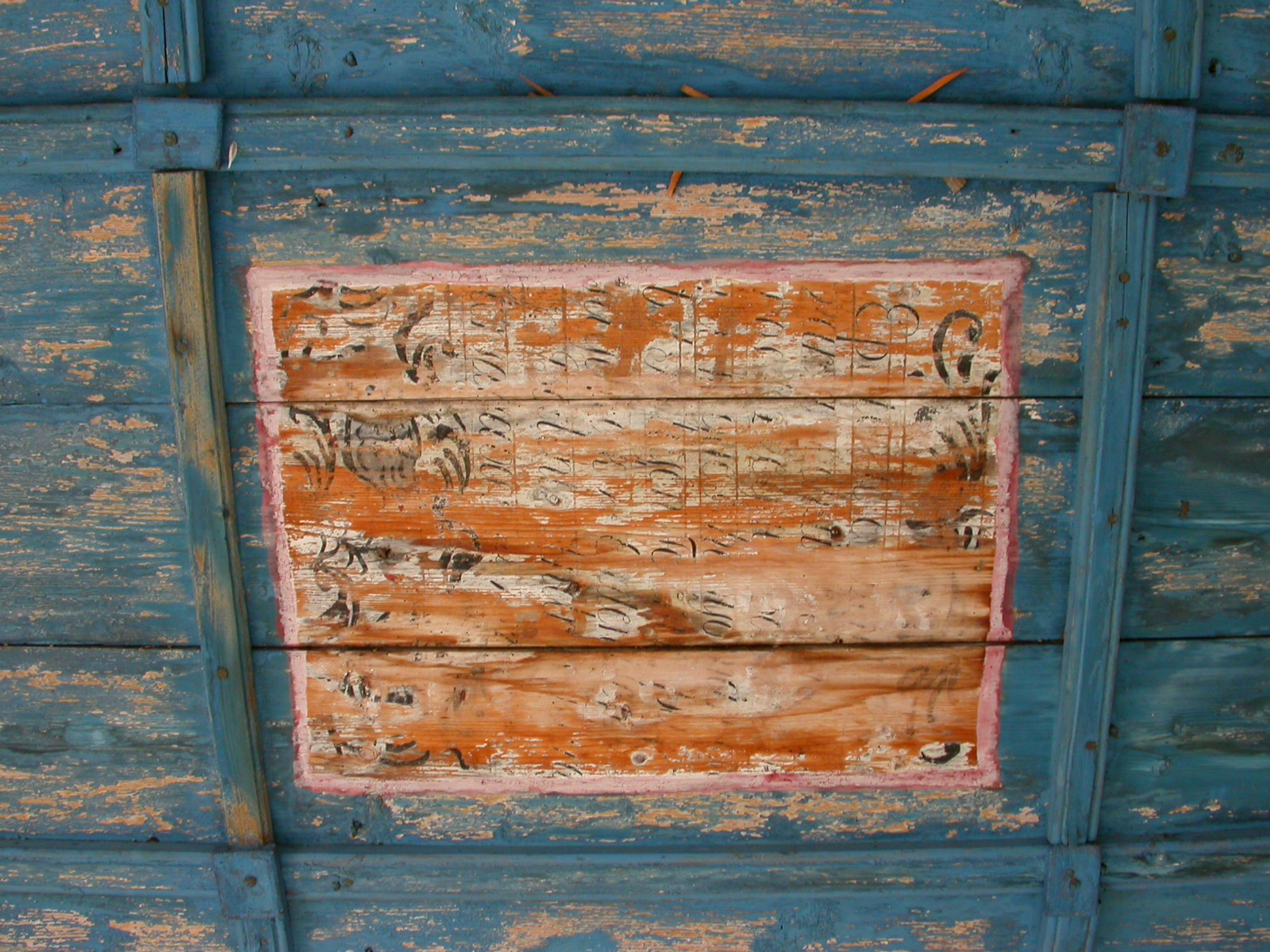
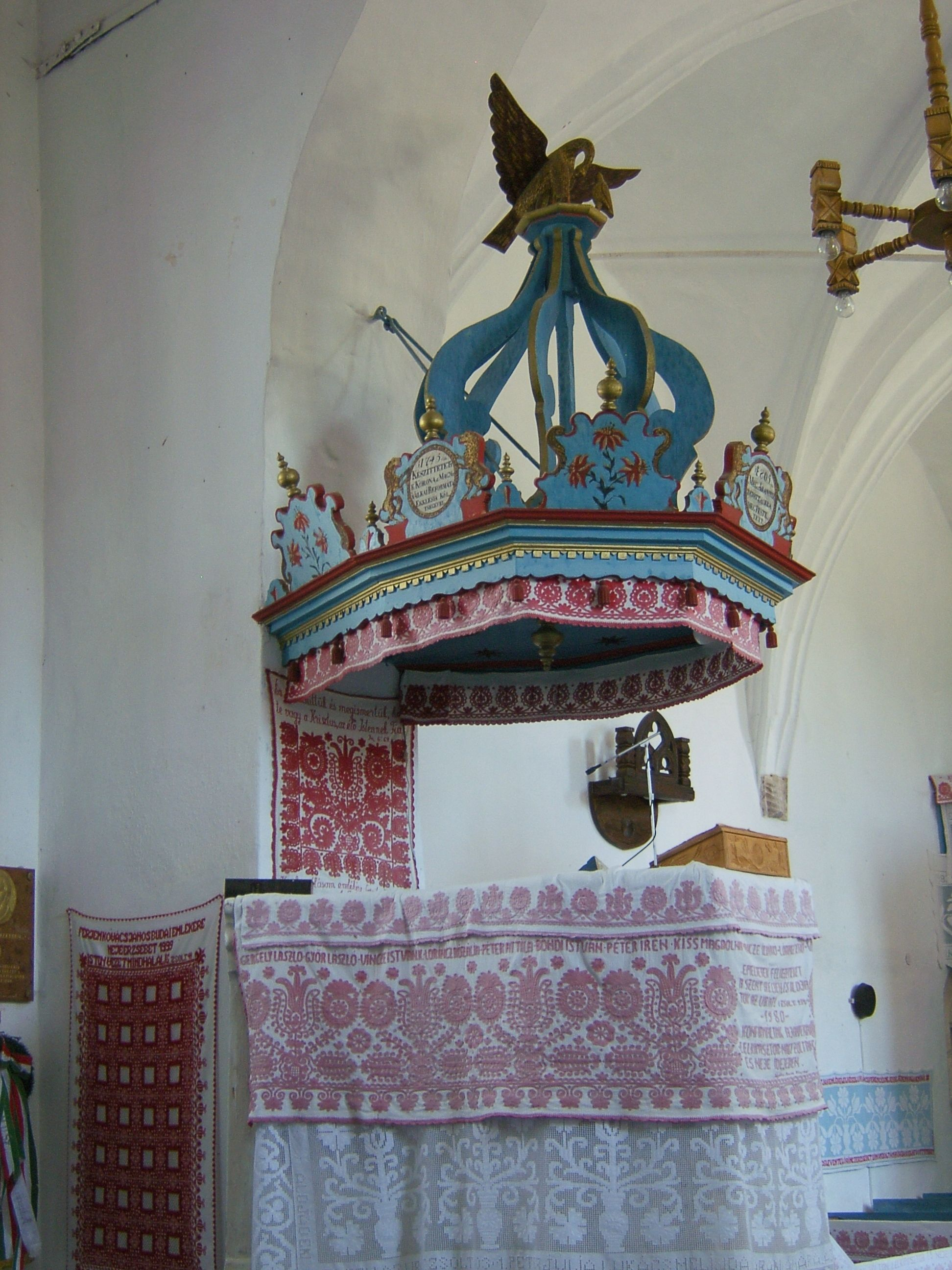
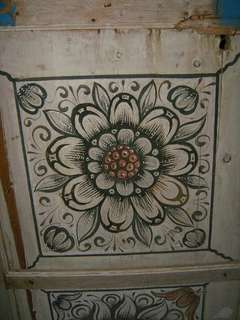
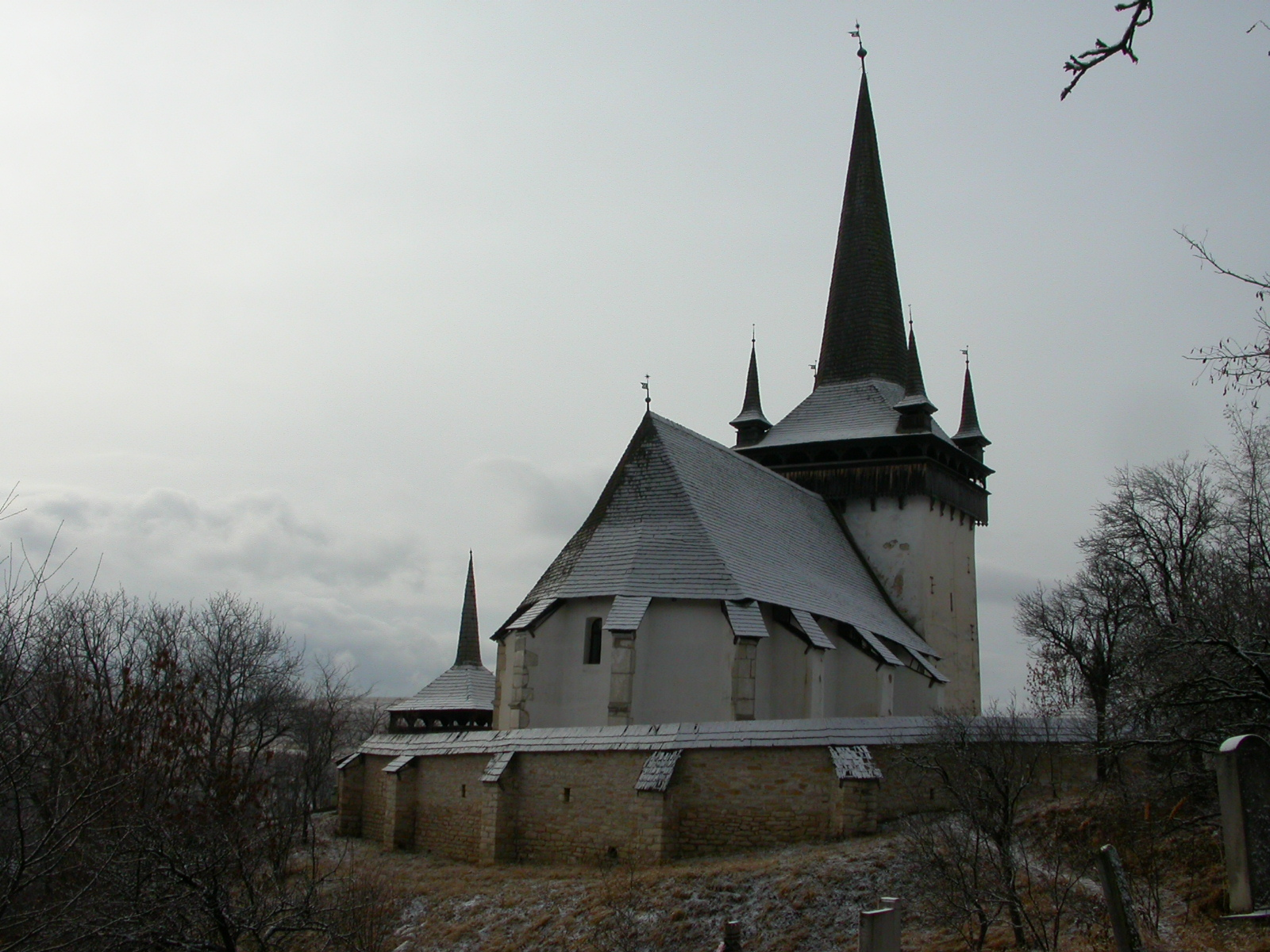
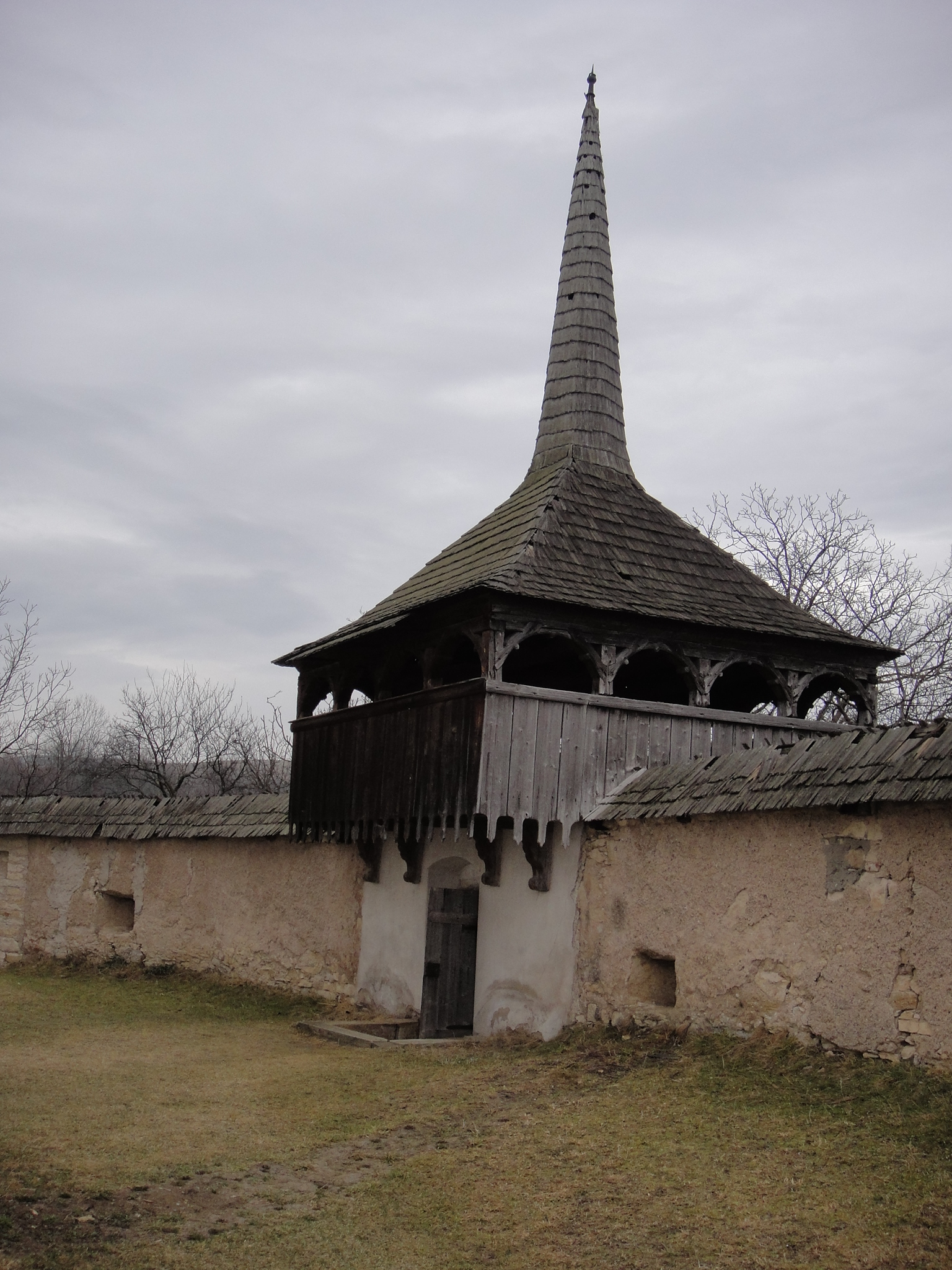
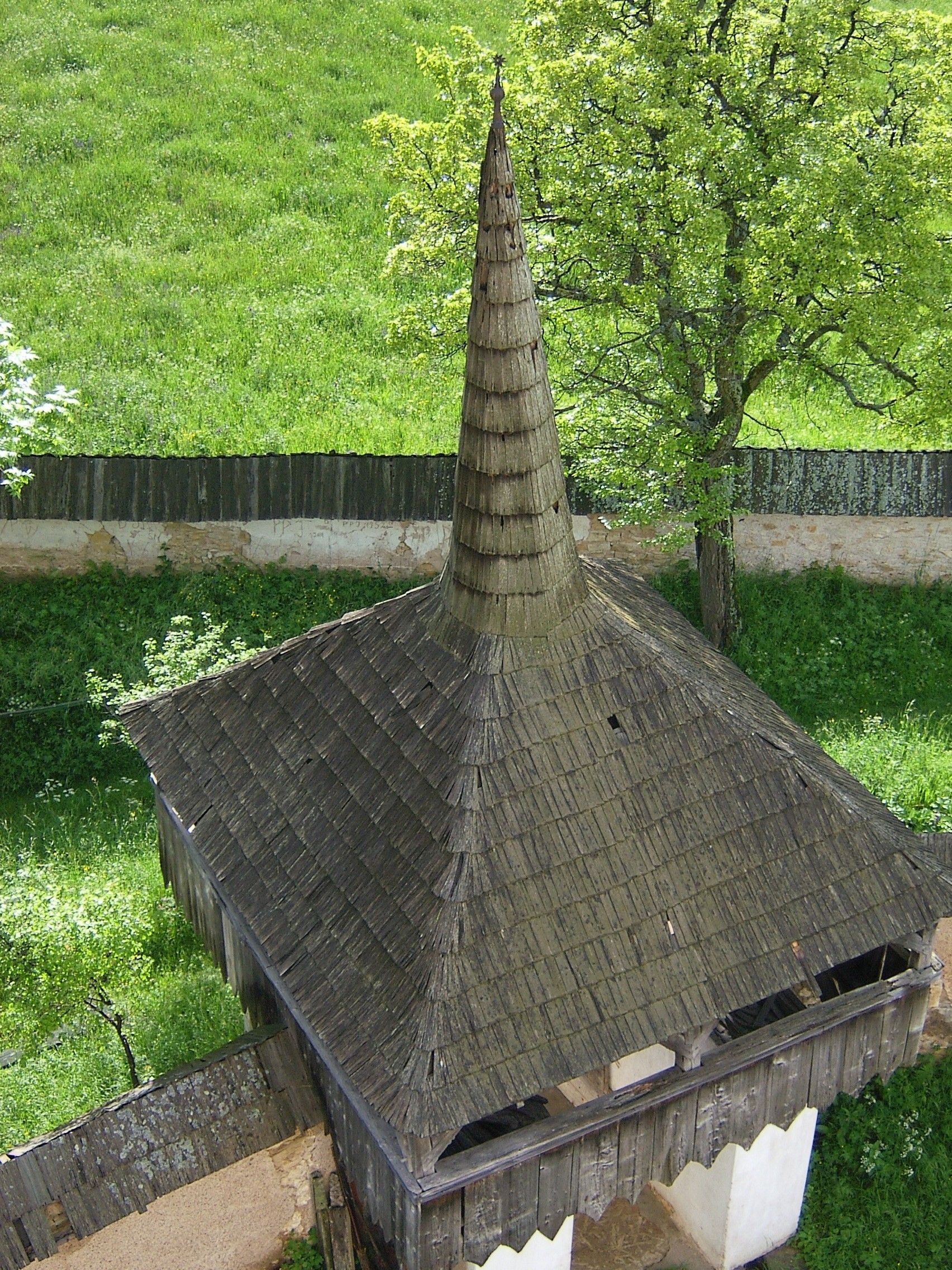
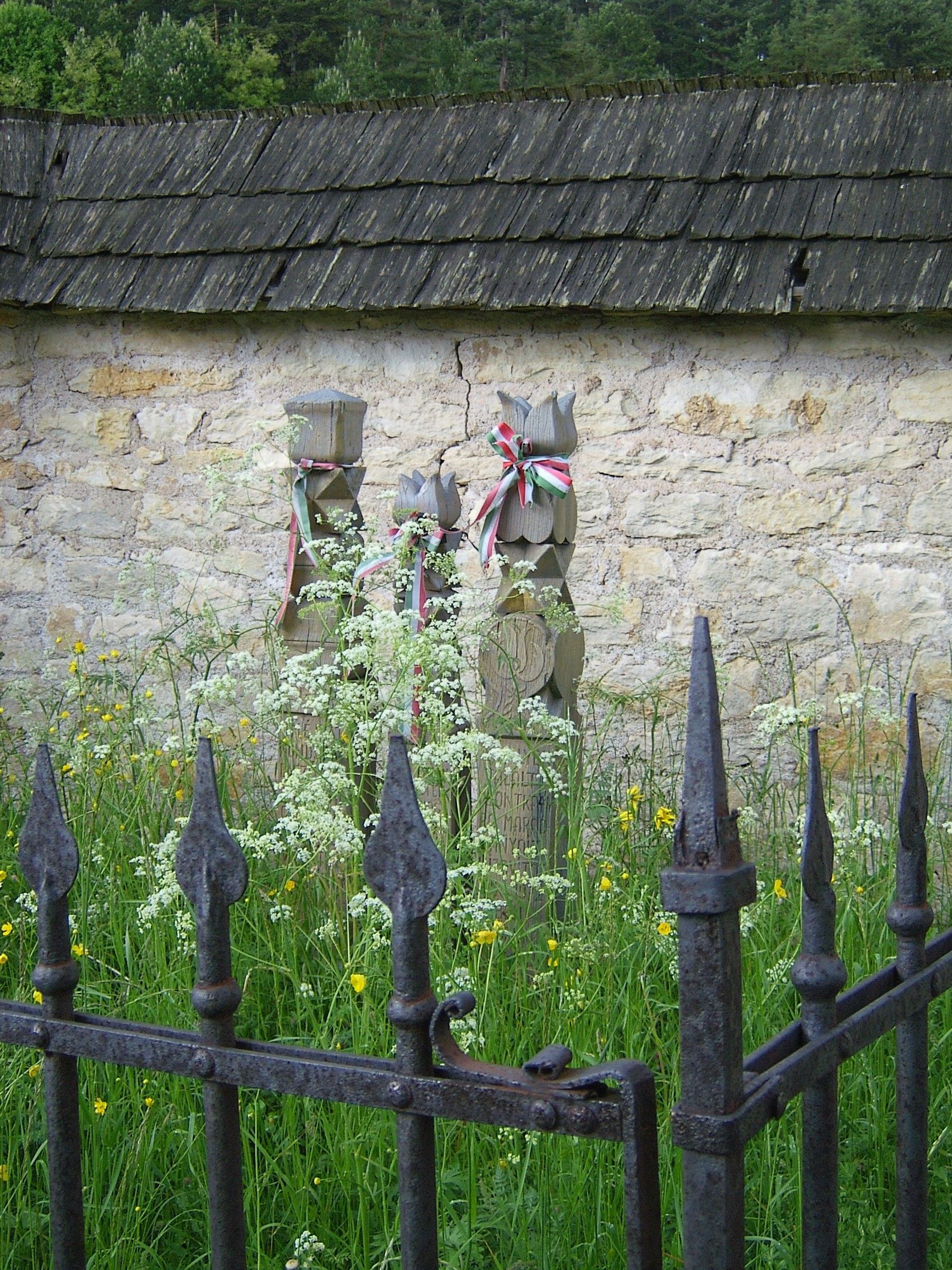
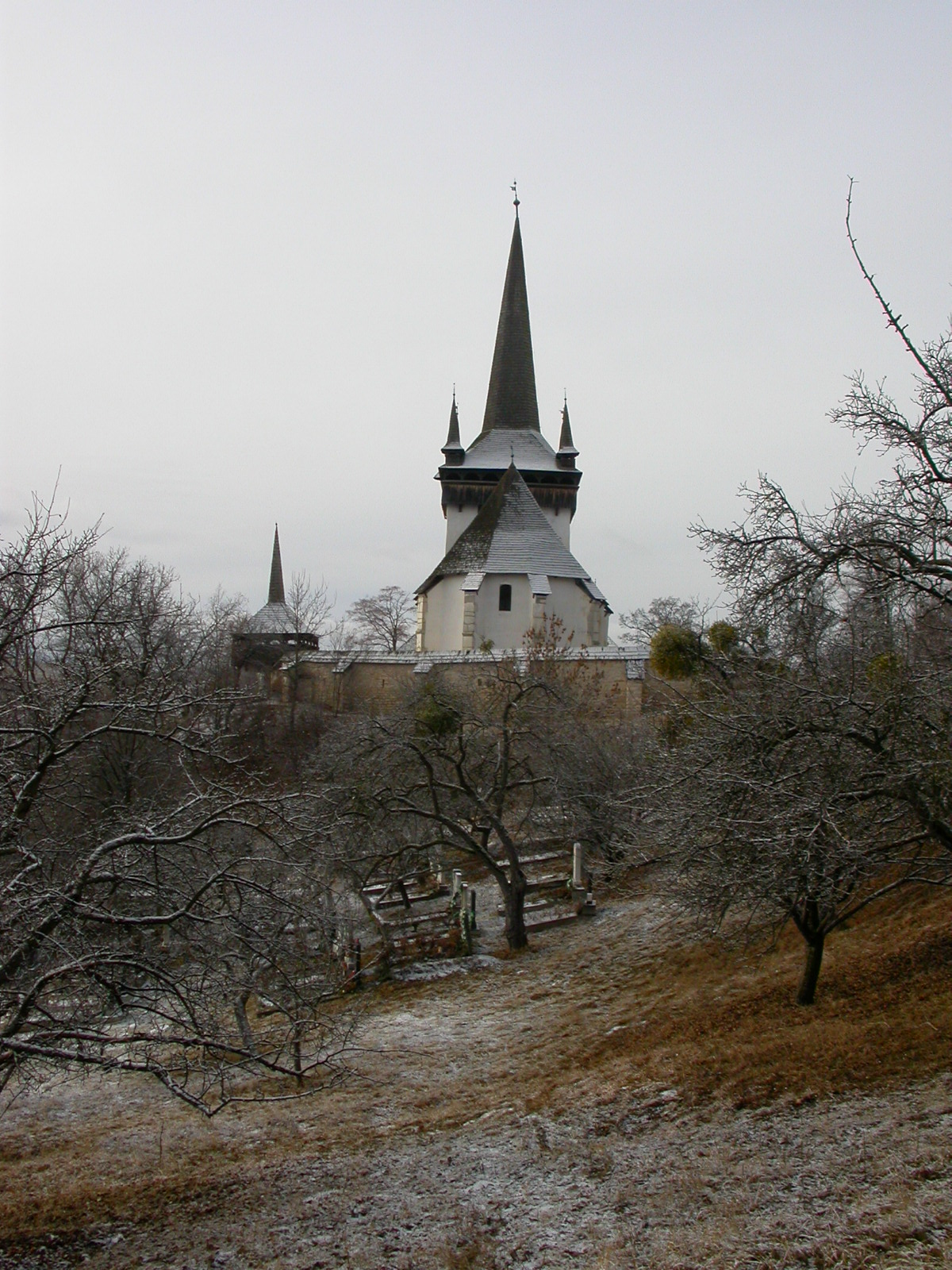
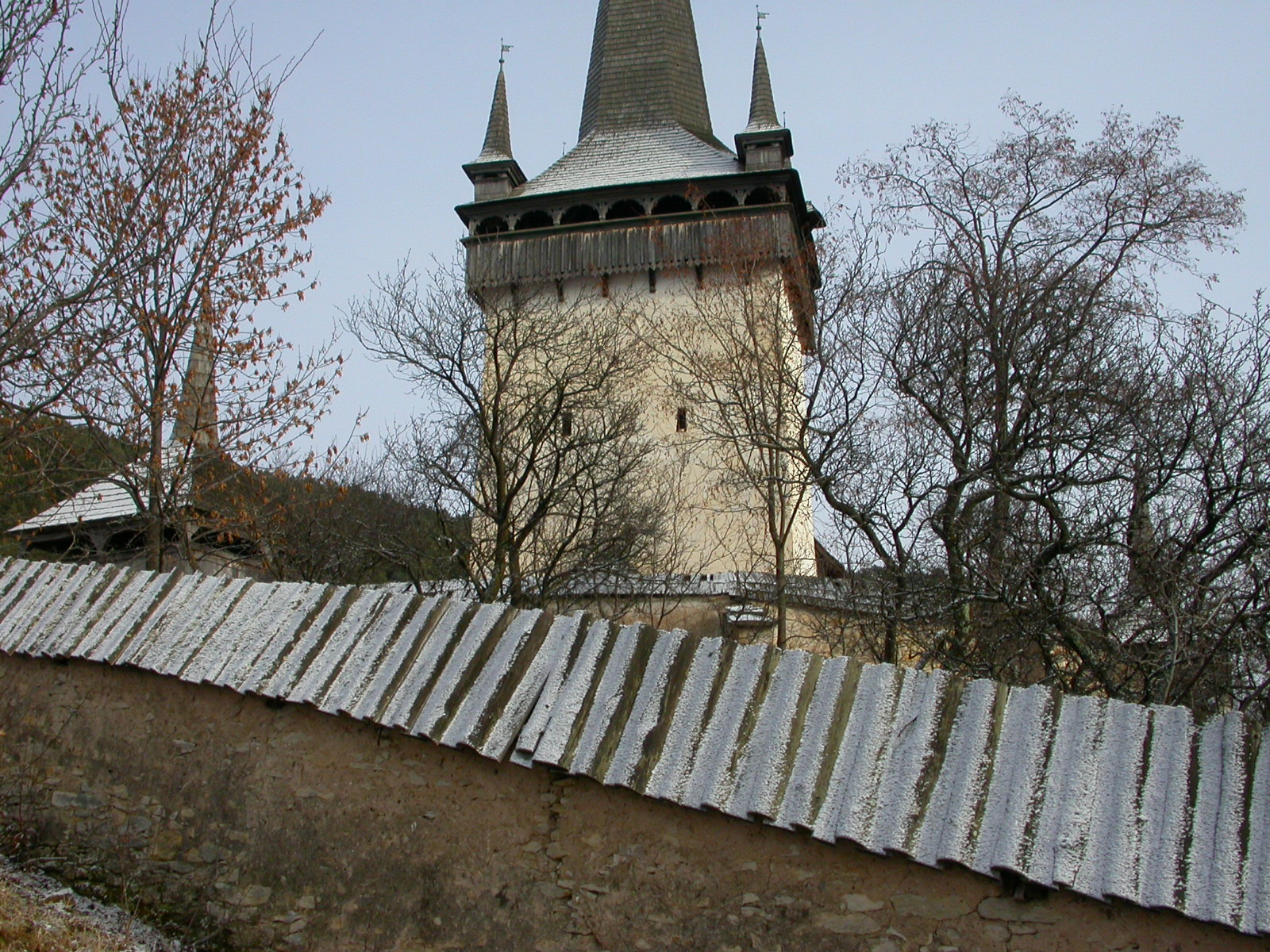
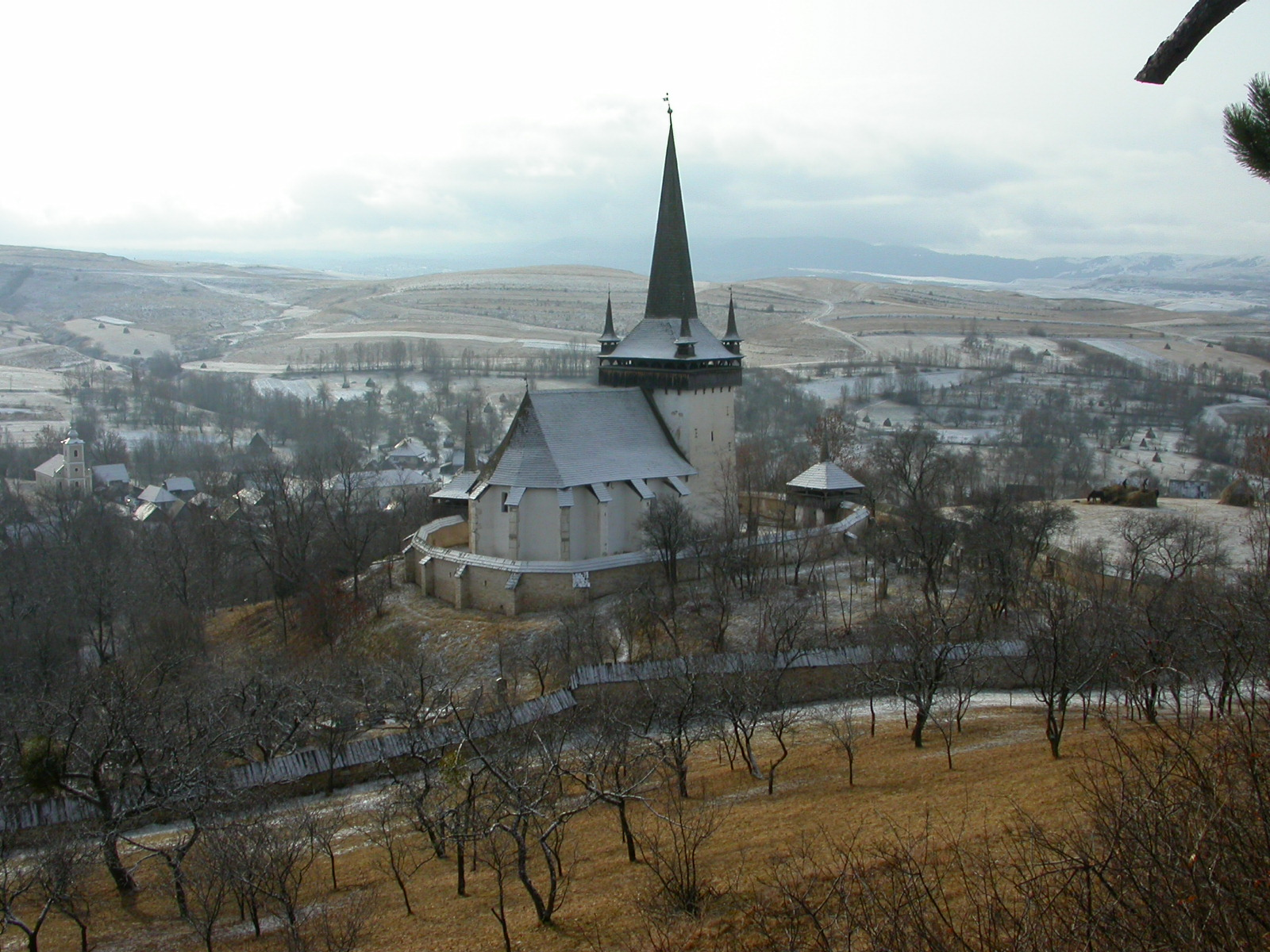